# Frevo-canção
O frevo-canção é uma vertente do frevo surgida provavelmente na década de 1930, com melodia mais cantável e andamento mais lento que o dos frevos de rua.
Dentre os intérpretes mais conhecidos dessa modalidade estão Alceu Valença e Claudionor Germano. Já entre os compositores destacam-se Capiba, Nelson Ferreira, J. Michilles.